# Raising Hope
Raising Hope est une série télévisée américaine en 88 épisodes de 22 minutes, créée par Gregory Thomas Garcia, diffusée entre le 21 septembre 2010 et le 4 avril 2014 sur le réseau Fox. Au Canada, la première saison a été diffusée sur le réseau Global, puis en simultané sur Citytv depuis la deuxième saison.
En Suisse, la série a été diffusée du 10 avril 2011 au 8 février 2015 sur RTS Un, en France, les deux premières saisons ont été diffusées du 15 juillet 2011 au 7 septembre 2012 sur Canal+ Family puis elle devait être diffusée sur Téva mais elle l’est depuis le 26 mars 2013 sur 6ter ainsi qu’entre le 12 juillet 2014 et le 1er mai 2015 sur M6 et en Belgique, du 8 septembre 2012 au 17 février 2015 sur RTL TVI. Au Québec, la série est encore inédite.

## Synopsis
James « Jimmy » Chance, 24 ans, habite chez ses parents, Virginia et Burt, et vit de petits boulots. Sa vie change radicalement lorsqu’il se retrouve contraint d’élever sa fille Hope, âgée de quelques mois, fruit d’une aventure d’une nuit avec une tueuse en série.

## Distribution

### Acteurs principaux
- Lucas Neff (VF : Alexandre Gillet) : James « Jimmy » Chance
- Martha Plimpton (VF : Élisabeth Fargeot) : Virginia Chance
- Garret Dillahunt (VF : Vincent Ropion) : Burt Chance
- Shannon Woodward (VF : Hélène Bizot) : Sabrina Collins
- Cloris Leachman (VF : Michelle Bardollet) : Barbara June Thompson « Maw Maw », arrière-arrière-grand-mère de Hope, arrière-grand-mère de Jimmy, et grand-mère de Virginia (récurrente saison 1, puis principale)
- Baylie et Rylie Cregut : Hope Chance (née Princesse Beyonce Chance-Carlyle)
- Gregg Binkley (VF : Philippe Siboulet) : Barney, manager de l’épicerie Howdy's (récurrent saison 1, puis principal)

### Acteurs récurrents
- Bijou Phillips (VF : Olivia Luccioni) : Lucy Carlyle (7 épisodes)
- Kate Micucci (VF : Barbara Beretta) : Shelley (26 épisodes)
- Ray Santiago (VF : Fabrice Fara) : Javier (5 épisodes)
- Jermaine Williams (en) (VF : Ibrahim Koma) : Marcus (5 épisodes)
- Todd Giebenhain (VF : Éric Marchal) : Frank (50 épisodes)
- Ryan Doom (VF : Michaël Aragones) : Wyatt (8 épisodes)
- Lou Wagner (VF : Gérard Surugue) : Wally Phipps (saison 1)
- Eddie Steeples (VF : Jean-Christophe Clément) : Tyler (saisons 1 à 4)
- Tichina Arnold (VF : Annie Milon) : Sylvia (saison 1)
- Carla Jimenez (en) (VF : Annabelle Roux) : Rosa (saison 1)
- Amy Sedaris (VF : Patricia Legrand) : Delilah (saison 1)
- Ethan Suplee (VF : Olivier Cordina) : Andrew (saisons 1 et 2)
- Greg Germann (VF : Pierre Tessier) : Dale Carlyle (saison 1)
- Jason Lee (VF : Emmanuel Gradi) : Smokey Floyd (saison 1)
- Jaime Pressly (VF : Valérie Nosrée) : Donna (saison 1)
- Cameron Moulene : Burt adolescent (saisons 1 à 4)
- Kelly Heyer : Virginia adolescente (saisons 1 à 4)
- Gary Anthony Williams (VF : Guillaume Orsat) : Dave Davidson (saison 2)
- Melanie Griffith (VF : Dorothée Jemma) : Tamara Collins, la mère de Sabrina (saison 3)
- Wilmer Valderrama (VF : Thomas Roditi) : Ricardo Cruz, le petit-ami de la mère de Sabrina (saison 3)
- Molly Shannon (VF : Danièle Douet) : Maxine, la nouvelle propriétaire du Howdy’s (saison 4)
Version française
  - Société de doublage : Nice Fellow[11],[12]
  - Direction artistique : Marie-Christine Chevalier[12]
  - Adaptation des dialogues : Marilou Adam[12]
  - Enregistrement et mixage : Daniel dos Reis

 Source et légende : version française (VF) sur RS Doublage et Doublage Séries Database

## Production

### Développement
Le 30 juin 2009, la Fox annonce la préparation d’un pilote pour la série créée par Greg Garcia sous le titre Keep Hope Alive.
Le 12 mai 2010, la chaîne a commandé la série pour la saison 2010-2011 puis a dévoilé cinq jours plus tard sa case horaire du mardi soir sous son titre actuel.
Le 10 mars 2014, Fox annule la série.

### Casting
Entre novembre et décembre 2009, les rôles principaux ont été attribués dans cet ordre : Martha Plimpton, Olesya Rulin (Sabrina), Lucas Neff, Garret Dillahunt et Kate Micucci (Mike).
En mars 2010, Shannon Woodward remplace Olesya Rulin pour le rôle de Sabrina alors que Skyler Stone (en) remplace ? dans le rôle de Mike. En août 2010, Kate obtient le rôle de Shelley, apparaissant dès le deuxième épisode de la première saison.
À partir de la deuxième saison, Cloris Leachman et Gregg Binkley sont promus à la distribution principale.
En février 2013, l’ensemble de la distribution principale de la précédente série de Greg Garcia, Earl, apparaît lors de l’épisode 19 de la troisième saison de Raising Hope : Jason Lee (Smokey Floyd, un chanteur de rock sur le déclin), Ethan Suplee (Andrew, un voisin et bon ami de Burt), Jaime Pressly (Donna, la femme d’Andrew), Eddie Steeples (un livreur de pizza), et Nadine Velazquez. De nombreuses références à leurs anciens personnages et à la série Earl sont faites au cours de cet épisode.

### Tournage
Le pilote de la série a été tourné en décembre 2009.

### Fiche technique
- Titre original et français : Raising Hope
- Création : Gregory Thomas Garcia
- Réalisation : Gregory Thomas Garcia, Eyal Gordin, Michael Fresco, Rebecca Asher, Phil Traill, Jace Alexander, Randall Einhorn, Daniel Attias
- Scénario : Gregory Thomas Garcia, Bobby Bowman, Ralph Greene, Mike Mariano, Timothy Stack, Alan Kirschenbaum, Elijah Aron, Jordan Young, Micheal Pennie, Christine Zander
- Direction artistique : Douglas Berkeley
- Décors : John Zachary
- Costumes : Robin Kennedy
- Photographie : Walt Fraser
- Montage : Lawrence A. Maddox et William Marrinson
- Musique : Danny Lux et Matt Mariano, Daddy-O par Freelance Economy (le générique)
- Casting : Dava Waite
- Production : Henry J. Lange Jr. ; Kim Hamberg et John Myrick (coproducteur) ; Alan Kirschenbaum, Timothy Stack et Ralph Greene (consultant)
  - Production exécutive : Gregory Thomas Garcia, Bobby Bowman ; Liz Astrof, Christy Stratton et Christine Zander (coproductrice exécutive)
- Sociétés de production : Twentieth Century Fox Television et Amigos de Garcia Productions
- Société(s) de distribution : Fox Broadcasting Company (télévision)
- Pays d’origine :  États-Unis
- Langue originale : anglais
- Format : couleur - 1,78:1 - son Dolby Digital
- Genre : Sitcom
- Durée : 23 minutes

 Sauf indication contraire, les informations mentionnées dans cette section peuvent être confirmées par la base de données cinématographiques IMDb,  présente dans la section « Liens externes ».

## Épisodes

### Première saison (2010-2011)
Dans une famille bouillante, ou vivent Jimmy, sa mère Virginia et son père, ainsi que leur arrière grand-mère appelé Maw Maw, Jimmy se retrouve à élever sa fille qui se nomme Hope ,car sa mère biologique étant une tueuse en série se fait exécuter quelques mois après la naissance de Hope. Jimmy rencontre des difficultés à élever sa fille dans sa famille. 

### Deuxième saison (2011-2012)
Résumé 

### Troisième saison (2012-2013)
Résumé 

### Quatrième saison (2013-2014)
Résumé 

## Univers de la série

### Les personnages

#### Personnages principaux
James « Jimmy » Chance
C’est le père de Hope. Jimmy a 22 ans quand il rencontre Lucy alors qu’il ne trouve aucun sens à sa vie. La jeune femme étant envoyée en prison, il n’entend de nouveau parler d’elle que lorsque celle-ci est exécutée et lui laisse la garde d’une fillette de 8 mois, résultat de l’unique nuit passée ensemble, Hope. Il n’a aucune idée de la façon dont il doit élever et prendre soin d’un enfant.
Virginia Chance
C’est la grand-mère de Hope, mère de Jimmy et épouse de Burt. Travaille en tant que femme de ménage dans les beaux quartiers. Élevée par sa grand-mère Maw-Maw, sa mère Louise l’ayant abandonnée à l’âge de 2 ans. Elle tombe enceinte de Jimmy alors qu’elle n’a que 15 ans et accouche lors du bal de promo, et ne sait pas, à 37 ans, comment élever un enfant.
Burt Chance
C’est le grand-père de Hope, père de Jimmy et mari de Virginia. Il possède sa propre entreprise de jardinage.
Sabrina Collins
C’est une collègue et amie de Jimmy, celui-ci tombe très vite amoureux d’elle, mais elle a déjà un copain nommé Wyatt, étudiant en sciences politiques à New York.
Maw-Maw
C’est l’arrière-arrière-grand-mère de Hope, l’arrière-grand-mère de Jimmy, et la grand-mère de Virginia. Elle a 84 ans et montre quelques signes de la maladie d'Alzheimer. Maw-Maw ne possède que de rares moments de lucidité. Toute la famille vit chez elle.

#### Personnages récurrents
Lucy Carlyle
C’est la mère de Hope, elle rencontre Jimmy alors qu’elle est en fuite et passe une nuit avec, durant laquelle elle tombe enceinte. Le lendemain, celle-ci étant une tueuse en série, elle est envoyée en prison et exécutée 7 mois plus tard.
Un gag récurrent dans la série a été mis en place : alors que la plupart des personnages la croient décédée, elle échappe à la mort à chaque fois (elle se réveille après avoir été exécutée sur la chaise électrique et survit après avoir été percutée par un autobus, notamment).
Il est démontré qu’elle tient à sa fille, Hope, mais aucun élément ne révèle si elle aime ou tient à Jimmy.
Shelley
C’est la cousine de Sabrina, elle s’occupe de la garderie de Hope. Elle y garde chiens, personnes âgées et enfants en leur chantant de nombreuses comptines dont elle est l’auteur.
Barney
C’est le manager de l’épicerie Howdy’s Market où travaillent Sabrina et Jimmy et l'assistant de police de la ville.
Javier et Marcus
Ce sont les meilleurs amis de Jimmy. Ils ont l’habitude de traîner dans les couloirs de l’épicerie de Barney à vélo.
Frank
C’est un employé de l'épicerie Howdy's Market. Il est considéré comme bizarre par la plupart des personnages.

## Accueil

### Audiences

#### Aux États-Unis
Lors de sa première diffusion, l’épisode pilote de la série a réalisé 7,48 millions de téléspectateurs.
Le record d’audience de la série est détenu par l’épisode 15 (Couic-Couic) de la première saison, qui a rassemblé 8,68 millions de téléspectateurs lors de sa diffusion sur la FOX.
L’épisode 20 (The Old Girl) de la troisième saison a enregistré la plus mauvaise audience de la série avec 3,12 millions de téléspectateurs,.

## Sprung
Le producteur Greg Garcia réunit Garret Dillahunt et Martha Plimpton dans sa série Sprung, en production en juillet 2022.